# Starostliví medvídci
Starostliví medvídci (v anglickém originále Care Bears) je americká mediální franšíza s barevnými medvědy, zahrnuje hračky, knihy, časopisy, seriály a filmy.

## Historie
Poprvé byly tito medvědi namalováni v roce 1981 americkou umělkyní Elenou Kucharik na blahopřejné pohlednice pro firmu American Greetings sídlící v Ohiu. Roku 1983 se postavičky objevily v šesti amerických knihách od firmy Parker Brothers. Od stejného roku se také vyráběly jako plyšoví medvědi. V roce 1983 bylo uvedeno pět LP desek.
Původních 10 medvědů se poprvé objevilo v dubnu 1983 v kanadském 24 minutovém animovaném speciálu Care Bears in the Land Without Feelings, následovaném další rok pokračováním Care Bears Battle the Freeze Machine. Postavy mají schopnost vyzařovat světlo ze svých symbolů na břichu, ty vytvoří paprsek lásky a dobré nálady, který může přinést radost, zlomit temná kouzla, nebo něco oživit.
V letech 1985-1987 vyšly tři animované filmy: Starostliví medvídci, Starostliví medvídkové 2 a Starostliví medvídci v říši kouzel. Mezi lety 1986-1988 vycházel americký animovaný seriál Starostliví medvídci ve třech sériích. V Česku vyšlo mezi lety 1991-1992 šest čísel časopisu se stejnými postavami pod názvem Medvídci Štěstíkové.
V roce 2004 vyšel počítačově animovaný film Starostliví medvídci: Cesta do Vtipálkova. Od roku 2005 vychází americké a kanadské filmy s novým vzhledem postav, například: Care Bears: Big Wish Movie, Care Bears to the Rescue a Care Bears: The Giving Festival Movie. V roce 2004 vyšla první počítačová hra Care-a-Lot Jamboree na Windows a Mac, následovaly: Let's Have a Ball! a Catch a Star.